# TV Tennis
TV Tennis是由Epoch於1975年9月12日發售的日本第一款家用電子遊戲機。當時定價為19,500日元。俗稱「Pong Tennis」。
由美格福斯提供技術支援而開發的電子遊戲機。此外，遊戲機本體與電視並非使用當時十分普遍的電線所連接，而是由本體發射特高頻電波，並由連接電視的天線接收訊號，是當時少見的無線電子遊戲機。
遊戲畫面為單色，遊玩方法與乓十分類似。